# De Vier van Noord-Holland 2024
De Vier van Noord-Holland 2024 was een vierdaagse marathon-schaatscompetitie op ijsbanen in Noord-Holland: De Westfries in Hoorn, De Meent in Alkmaar, IJsbaan Haarlem in Haarlem en de Jaap Edenbaan in Amsterdam. Iedere dag werd er op een ijsbaan een wedstrijd gereden. Diegene die na deze vier wedstrijden de meeste punten had gehaald was de winnaar van het klassement. Het was de eerste editie van deze meerdaagse schaatswedstrijd.
Er was een lotenpak voor de leider in het algemeen klassement en een vissenpak voor de leider in het sprintklassement.
De winnaar in het eindklassement bij de mannen was Bart Hoolwerf met twee overwinningen in de De Westfries en IJsbaan Haarlem gevolgd door Bart Swings en Jeroen Janissen. De winnaar in het eindklassement bij de vrouwen was Marijke Groenewoud die overigens alle vier de wedstrijden wist te winnen, gevolgd door Bente Kerkhoff met in alle wedstrijden een tweede plaats en Esther Kiel.

## Programma
| Datum                 | Wedstrijd                                | IJsbaan         | Plaats    |
| --------------------- | ---------------------------------------- | --------------- | --------- |
| Donderdag 12 december | De Vier van Noord-Holland 1 2024         | De Meent        | Alkmaar   |
| Vrijdag 13 december   | De Vier van Noord-Holland 2 2024         | De Westfries    | Hoorn     |
| Zaterdag 14 december  | De Vier van Noord-Holland 3 2024         | IJsbaan Haarlem | Haarlem   |
| Zondag 15 december    | De Vier van Noord-Holland 4 2024; finale | Jaap Edenbaan   | Amsterdam |

## Mannen
| Wedstrijd  | IJsbaan         | Winnaar       | Tweede            | Derde           |
| ---------- | --------------- | ------------- | ----------------- | --------------- |
| 1          | De Meent        | Bart Hoolwerf | Christian Haasjes | Harm Visser     |
| 2          | De Westfries    | Luc ter Haar  | Bart Hoolwerf     | Harm Visser     |
| 3          | IJsbaan Haarlem | Bart Hoolwerf | Bart Swings       | Jorian ten Cate |
| 4          | Jaap Edenbaan   | Bart Swings   | Luc ter Haar      | Bart Hoolwerf   |
| Klassement | Klassement      | Bart Hoolwerf | Bart Swings       | Jeroen Janissen |

| Algemene stand | Algemene stand     | Algemene stand | Algemene stand                  | Algemene stand | Algemene stand | Algemene stand | Algemene stand | Algemene stand |
| Nr.            | Naam               | Nationaliteit  | Ploeg                           | Punten         | Punten         | Punten         | Punten         | Punten         |
| Nr.            | Naam               | Nationaliteit  | Ploeg                           | #1             | #2             | #3             | #4             | Totaal         |
| -------------- | ------------------ | -------------- | ------------------------------- | -------------- | -------------- | -------------- | -------------- | -------------- |
| 1              | Bart Hoolwerf      | Nederland      | Team Reggeborgh                 | 10,1           | 21             | 35,1           | 22             | 88,2           |
| 2              | Bart Swings        | België         | OKAY/Interfarms                 | 7              | 7              | 29             | 32             | 75             |
| 3              | Jeroen Janissen    | Nederland      | OKAY/Interfarms                 |                | 15             | 12             | 40             | 67             |
| 4              | Harm Visser        | Nederland      | Team Essent                     | 8              | 18             | 20             | 20             | 66             |
| 5              | Sjoerd den Hertog  | Nederland      | Royal A-ware                    | 3              | 9              |                | 50,1           | 62,1           |
| 6              | Luc ter Haar       | Nederland      | Bouwselect / De Haan Westerhoff | 2              | 25,1           | 9              | 26             | 62,1           |
| 7              | Daan Gelling       | Nederland      | Royal A-ware                    | 4              | 17             | 17             | 18             | 56             |
| 8              | Jorian ten Cate    | Nederland      | OKAY/Interfarms                 | 6              | 10             | 24             |                | 40             |
| 9              | Christiaan Haasjes | Nederland      | Bouwselect / De Haan Westerhoff | 9              | 14             | 15             |                | 38             |
| 10             | Wisse Slendebroek  | Nederland      | Royal A-ware                    |                | 16             | 13             | 5              | 34             |

## Vrouwen
| Wedstrijd  | IJsbaan         | Winnaar            | Tweede         | Derde           |
| ---------- | --------------- | ------------------ | -------------- | --------------- |
| 1          | De Meent        | Marijke Groenewoud | Bente Kerkhoff | Esther Kiel     |
| 2          | De Westfries    | Marijke Groenewoud | Bente Kerkhoff | Gioya Lancee    |
| 3          | IJsbaan Haarlem | Marijke Groenewoud | Bente Kerkhoff | Lianne van Loon |
| 4          | Jaap Edenbaan   | Marijke Groenewoud | Bente Kerkhoff | Esther Kiel     |
| Klassement | Klassement      | Marijke Groenewoud | Bente Kerkhoff | Esther Kiel     |

| Algemene stand | Algemene stand       | Algemene stand | Algemene stand                      | Algemene stand | Algemene stand | Algemene stand | Algemene stand | Algemene stand |
| Nr.            | Naam                 | Nationaliteit  | Ploeg                               | Punten         | Punten         | Punten         | Punten         | Punten         |
| Nr.            | Naam                 | Nationaliteit  | Ploeg                               | #1             | #2             | #3             | #4             | Totaal         |
| -------------- | -------------------- | -------------- | ----------------------------------- | -------------- | -------------- | -------------- | -------------- | -------------- |
| 1              | Marijke Groenewoud   | Nederland      | Team Albert Heijn Zaanlander        | 10,1           | 25,1           | 25,1           | 50,1           | 120,4          |
| 2              | Bente Kerkhoff       | Nederland      | Team Albert Heijn Zaanlander        | 9              | 21             | 29             | 40             | 99             |
| 3              | Esther Kiel          | Nederland      | Puur ICT-BTZ                        | 8              | 17             | 15             | 22             | 72             |
| 4              | Elsemieke van Maaren | Nederland      | OKAY/Interfarms                     | 4              | 14             | 20             | 22             | 60             |
| 5              | Gioya Lancee         | Nederland      | Puur ICT-BTZ                        | 7              | 18             | 17             | 16             | 58             |
| 6              | Lianne van Loon      | Nederland      | OKAY/Interfarms                     |                | 6              | 24             | 26             | 56             |
| 7              | Tessa Snoek          | Nederland      | VGR Sport / Vreugdenhil Dairy Foods | 2              | 15             | 12             | 10             | 39             |
| 8              | Kim Talsma           | Nederland      | Bouwbedrijf De Vries                | 6              |                | 9              | 20             | 35             |
| 9              | Sofia Schilder       | Nederland      | Wokke Vastgoed                      | 5              | 16             | 13             |                | 34             |
| 10             | Tjilde Bennis        | Nederland      | Turner                              |                | 8              | 11             | 14             | 33             |

Marathon Cup 1 · 
Marathon Cup 2 · 
Marathon Cup 3 ·
Marathon Cup 4 · 
Marathon Cup 5 · 
Marathon Cup 6 · 
Marathon Cup 7 · 
Marathon Cup 8 · 
De Vier van Noord-Holland 1 · 
De Vier van Noord-Holland 2 · 
De Vier van Noord-Holland 3 · 
De Vier van Noord-Holland 4 · 
Marathon Cup 9 · 
NK kunstijs · 
Marathon Cup 10 · 
Marathon Cup 11 · 
Marathon Cup 12 · 
Marathon Cup 13 · 
Grand Prix 1 · 
Open NK natuurijs · 
Grand Prix 2 · 
Grand Prix 3 · Marathon Cup 14 · 
Marathon Cup 15 · 
Grand Prix 4 · 
Grand Prix 5 · 
Grand Prix 6 ·  
Marathon Cup 16  · 
Klassementen: KNSB Cup ·
Jongeren · 
Ploegen ·
Grand Prix ·
Club-assistent Brabantcup ·
De Vier van Noord-Holland
Lijst van schaatsmarathonrijders 2024/2025
Oranje vissenpak · 
Blauwe lotenpak · 
Records
·2024 ·